# Vall de Cocora
La vall de Cocora és una vall en el Departament del Quindío de Colòmbia. Es troba en la Serralada Central de les muntanyes andines. "Cocora" va ser el nom d'una princesa quimbaya, filla del cap local Amino, i significa "estrella d'aigua".
La vall forma part del Parc Natural Nacional de Los Nevados, incorporat al parc nacional existent pel govern colombià el 1985. És la ubicació principal on es troba l'arbre nacional de Colòmbia, la palmera de cera Quindío (Ceroxylon quindiuense), així com una àmplia varietat d'altres espècies de flora i fauna (algunes en perill d'extinció), totes protegides sota l'estatus nacional del parc.

## Ubicació
La vall de Cocora es troba a la part superior del riu Quindío, el principal riu del departament del mateix nom, situat a una altitud d'entre 1800 i 2400 metres. La vall és aproximadament a 24 km al nord-est de la capital del departament, Armènia, i s'hi accedeix a través d'una cruïlla des de l'autopista Armènia-Pereira, passant per Boquia fins a la ciutat de Salento. Els vehicles (siguin cotxes privats o taxis jeep de Salento) poden anar 11 km més amunt a la vall fins a "Cocora", una col·lecció de càmpings i restaurants - només es pot accedir a altres parts de la vall fent senderisme en els nombrosos camins o a cavall.
La vall de Cocora forma part d'un parc nacional més gran, el Parc Nacional Natural Los Nevados. El parc ocupa una superfície de 58.000 hectàrees (580 km 2) en total, inclosa la part nord-est del Quindío.

## Història de la protecció de la vall
Per evitar l'explotació de la palmera de cera i l'amenaça contra les espècies endèmiques dependents de la palmera, principalment a causa de les celebracions del Diumenge de Rams, el govern de Belisario Betancur va proposar la creació d'un santuari de fauna i la preservació de la palmera de cera com a símbol nacional de Colòmbia. La Llei 61 de 1985 es va ratificar el 16 de setembre de 1985 amb els termes següents:
- "1. L'espècie amb el nom científic ceroxylon quindiuense i coneguda comunament com a palma de cera està declarada com l'arbre nacional i símbol de Colòmbia".
- "2. D'acord amb els plans i programes de desenvolupament, s'autoritza el Govern Nacional a realitzar les operacions financeres corresponents, a obtenir préstecs i a signar els contractes necessaris, amb l'objectiu d'adquirir terrenys a la Serralada Central que no siguin de propietat nacional, crear un o més parcs nacionals o santuaris de vida salvatge amb la finalitat de preservar aquest símbol nacional i mantenir el seu entorn natural".
- "3. La tala de la palmera de cera està prohibida i sancionada amb multa, que es pot convertir en detenció al municipi on s'hagi comès la infracció, d'acord amb el Decret-llei 2811 de 1974”.
- "4. Aquesta Llei entra en vigor a partir de la data de la seva sanció”.

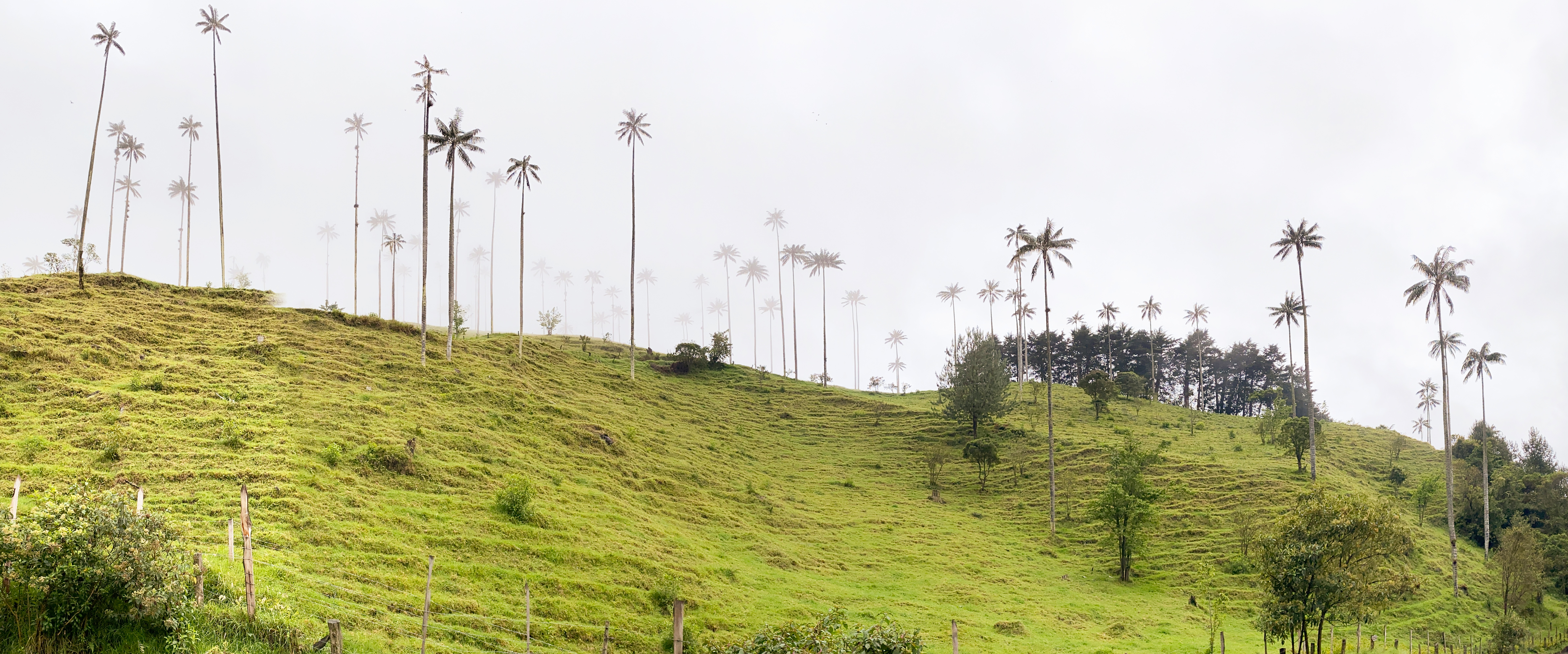
Palmeres de cera a la Vall de Cocora

## Clima
La vall de Cocora es caracteritza pel seu clima temperat, per la seva altitud. Els vents de l'oest predominants de l'oceà Pacífic són aturats per les muntanyes andines, creant un ambient humit favorable al creixement de boscos de núvols a més altituds: la pluja cau gairebé diàriament. Les temperatures varien dràsticament, fins i tot en un dia. La temperatura mitjana anual és 15 °C, amb un màxim de 25 °C i un mínim de 12 °C.
El sistema de classificació climàtica de Köppen-Geiger classifica el seu clima com a terres altes subtropicals (Cfb).

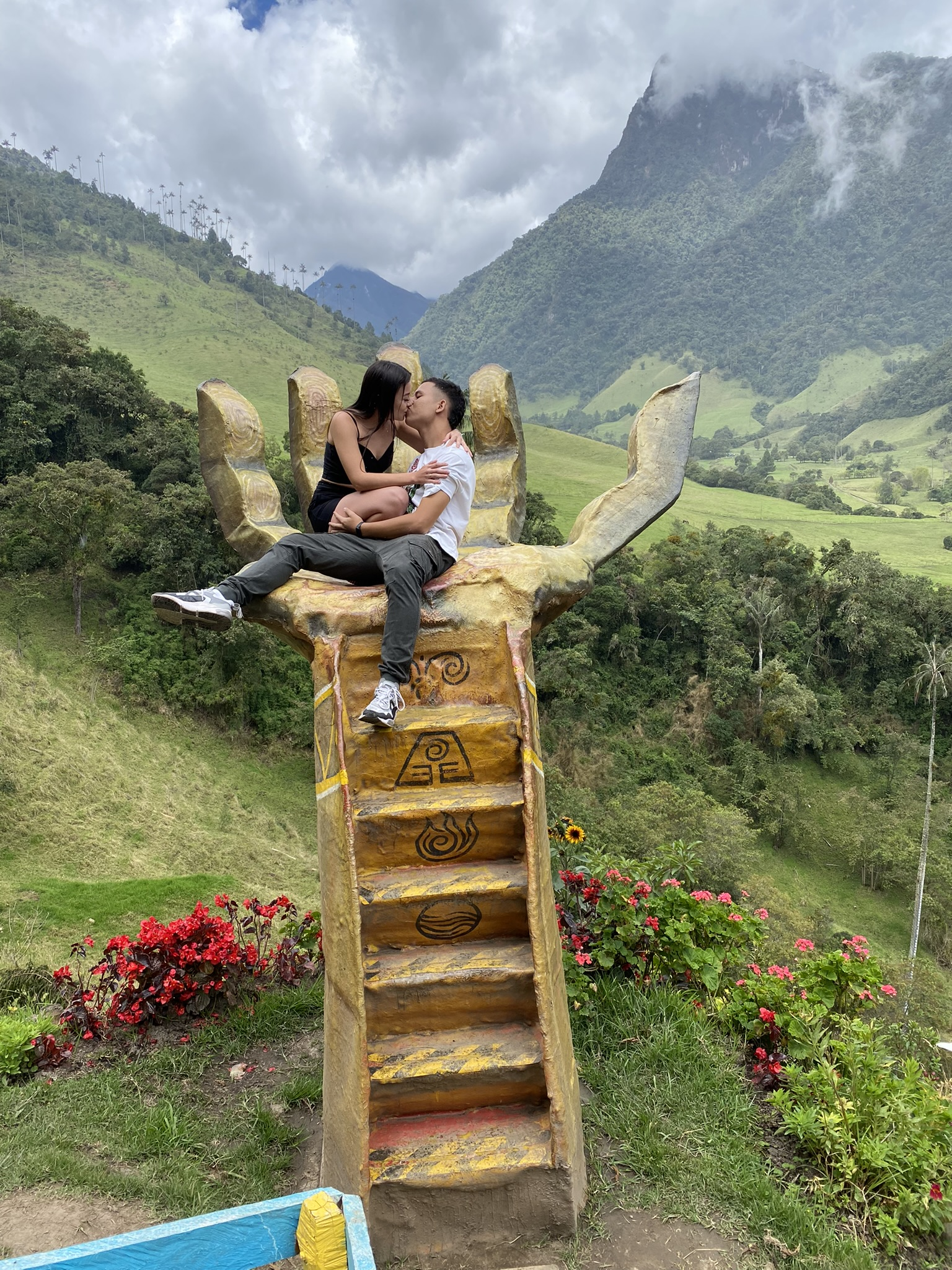

## Galeria

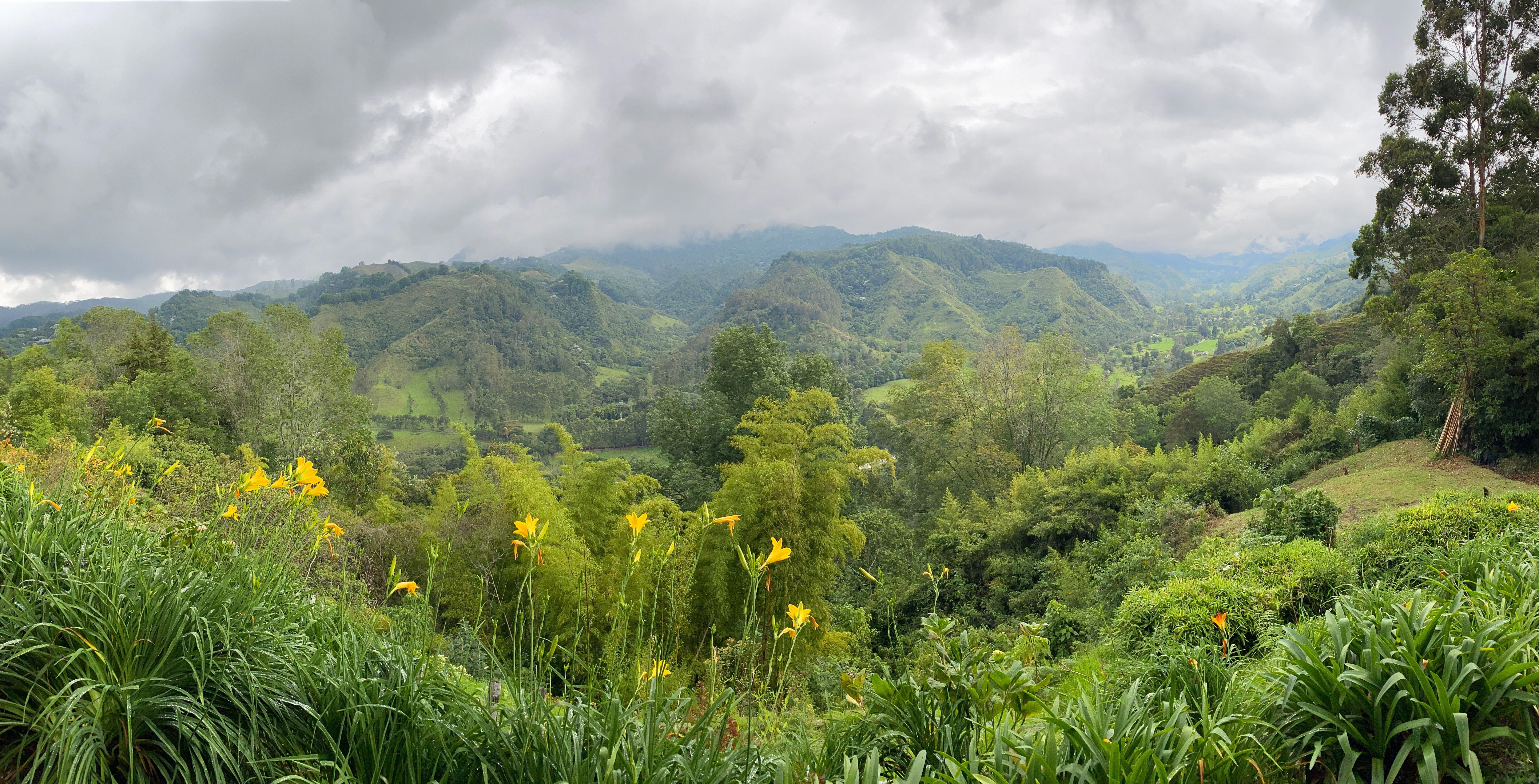
Vall de Cocora - Vista general
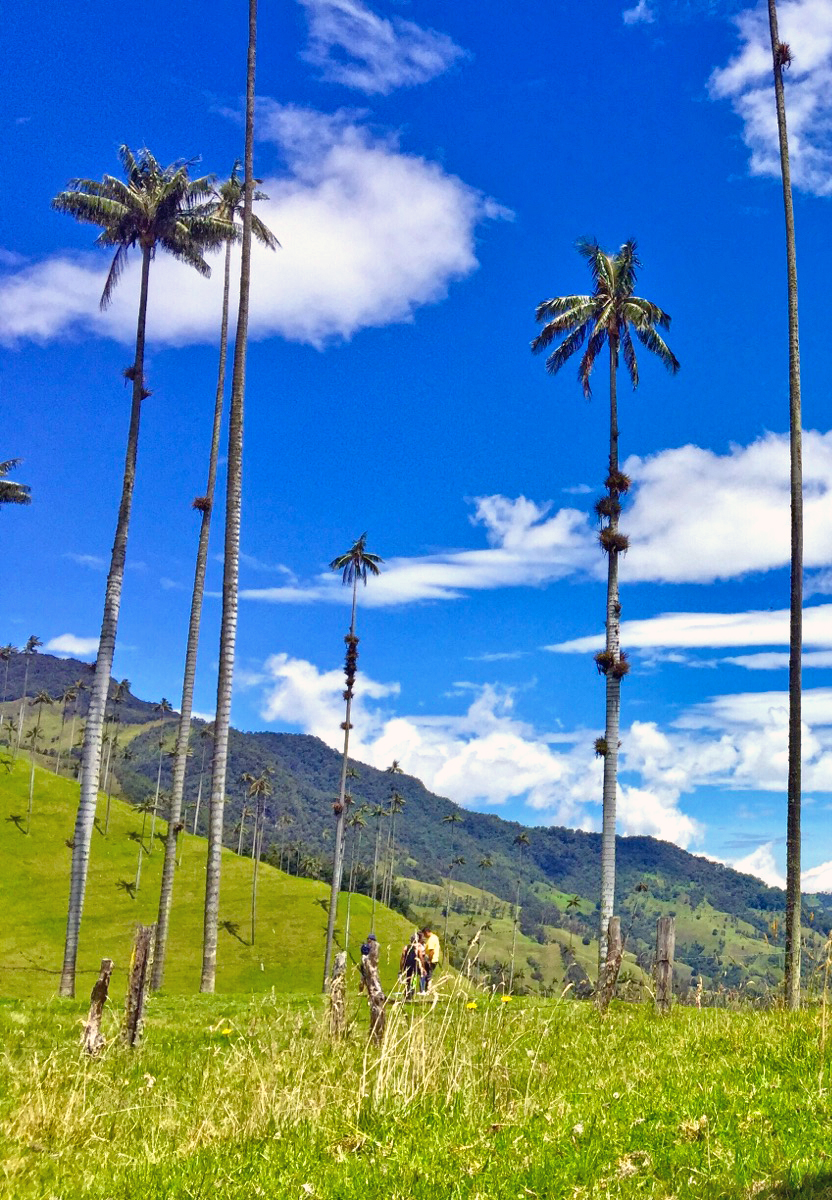
Palmeres de cera
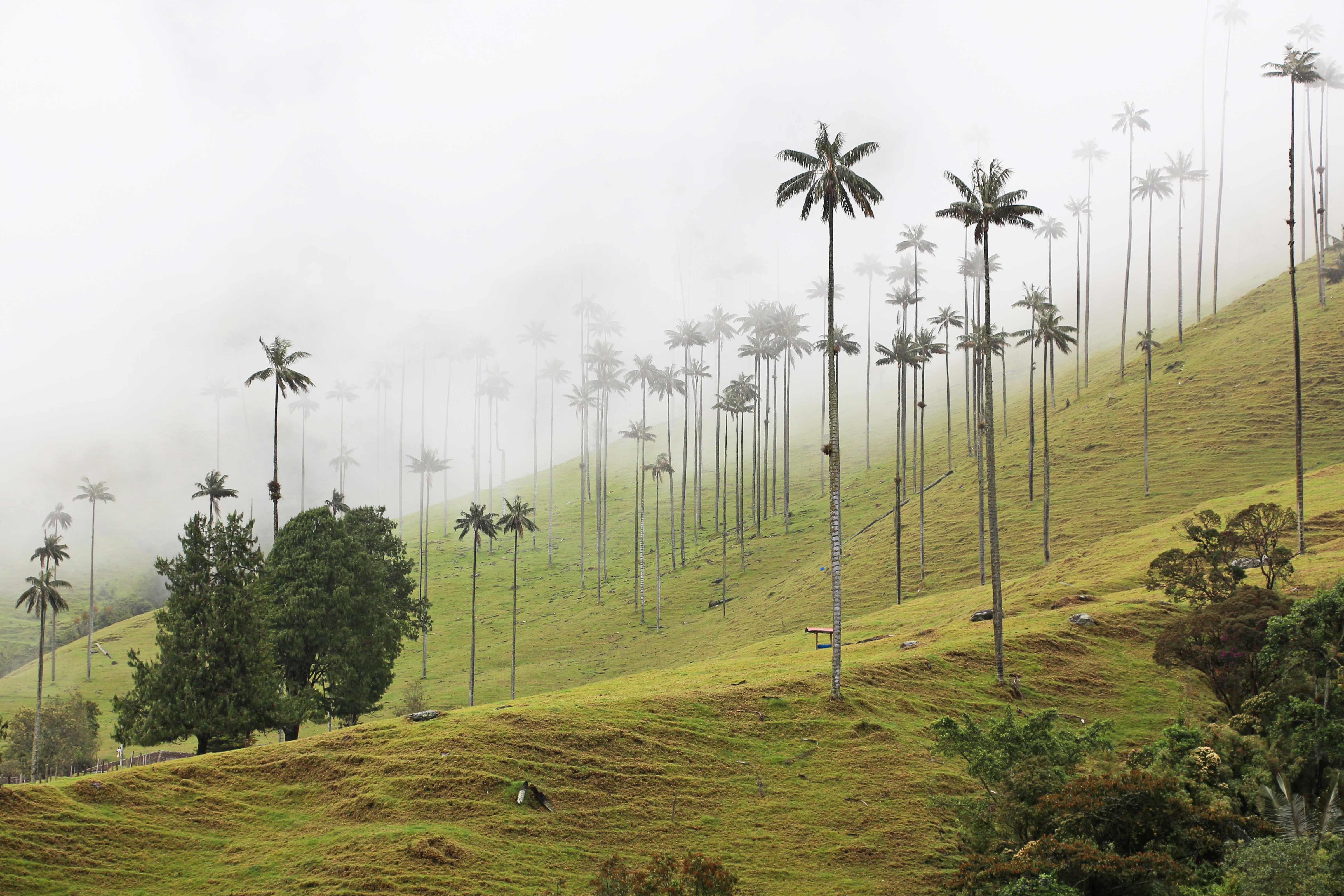
Turó amb palmeres de cera a la Vall de Cocora
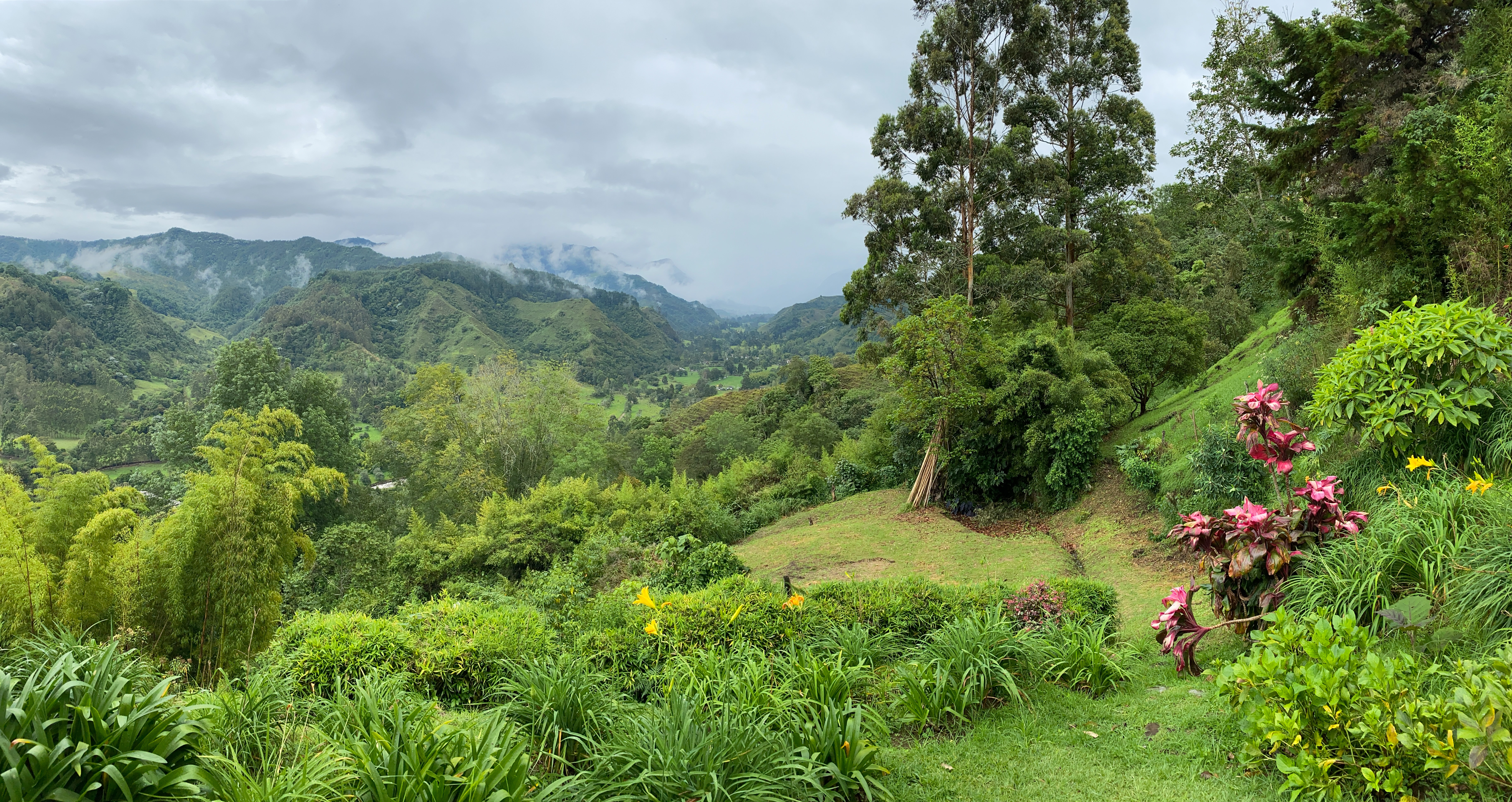
Vall de Cocora

## Flora i fauna
La vall és la ubicació de la majoria de les poblacions que queden de la palmera de cera (Ceroxylon quindiuense). Altra flora i fauna que es poden trobar a la vall inclouen:

### Flora
- pino romeron (Dissocarpus rospigliosi)
- sietecueros (Andesanthus lepidotus, syn. Tibouchina lepidota)
- encenillo (Weinmannia tormentosa)
- Arnica
- frailejones (Espeletia)
- puya

### Fauna
- tapir de muntanya (Tapirus pinchaque)
- Os d'antifaç (Tremarctos ornatus)
- puma (Puma concolor)
- Peresosos
- Lloro d'orelles grogues (Ognorhynchus icterotis)
- Tucà becnegre (Andigena nigrirostris)
- Guan andí (Penelope montagnii)
- Còndor dels Andes (Vultur gryphus)
- colibrís (Trochilidae)

3 km al nord-est de "Cocora" per una pista de terra es troba la finca "La Montaña" on hi ha un viver per a la palmera de cera.
5 km a l'est de "Cocora" per un sender al qual s'hi pot accedir a peu o a cavall es troba la Reserva Natural d'Acaime. La reserva conté de 6 a 8 espècies de colibrís, així com altres ocells i fauna salvatge, així com un centre de visitants i un restaurant.

## Turisme
La vall de Cocora és una destinació turística molt popular a Colòmbia. La majoria dels visitants fan visites d'un dia des de Salento, o venen per les extenses possibilitats d'acampada i senderisme a la vall i al parc nacional. Altres activitats habituals són l'observació d'aus, la bicicleta de muntanya, l'equitació, el ràfting, els vols panoràmics i la natació als rius. Els restaurants locals s'especialitzen en cuinar truites d'aigua dolça cultivades localment de diverses maneres, principalment al forn i servides amb una varietat de salses amb patacones (bunyols de plàtan).